# Pavel Kadeřábek
Pavel Kadeřábek (sinh ngày 25 tháng 4 năm 1992) là tuyển thủ quốc gia Cộng Hòa Séc hiện đang thi đấu tại Bundesliga cho 1899 Hoffenheim.

## Thống kê sự nghiệp

### Câu lạc bộ
Tính đến ngày 28 tháng 2 năm 2021
| Câu lạc bộ             | Mùa giải                  | Giải đấu                  | Giải đấu | Giải đấu | Cúp quốc gia | Cúp quốc gia | Châu Âu | Châu Âu | Khác | Khác | Tổng cộng | Tổng cộng |
| Câu lạc bộ             | Mùa giải                  | Hạng                      | Trận     | Bàn      | Trận         | Bàn          | Trận    | Bàn     | Trận | Bàn  | Trận      | Bàn       |
| ---------------------- | ------------------------- | ------------------------- | -------- | -------- | ------------ | ------------ | ------- | ------- | ---- | ---- | --------- | --------- |
| Sparta Prague B        | 2009–10                   | Czech 2. Liga             | 2        | 0        | —            | —            | —       | —       | 0    | 0    | 2         | 0         |
| Sparta Prague B        | 2010–11                   | Czech 2. Liga             | 20       | 1        | —            | —            | —       | —       | 0    | 0    | 20        | 1         |
| Sparta Prague B        | 2011–12                   | Czech 2. Liga             | 12       | 1        | —            | —            | —       | —       | 0    | 0    | 12        | 1         |
| Sparta Prague B        | Tổng cộng Sparta Prague B | Tổng cộng Sparta Prague B | 34       | 2        | —            | —            | —       | —       | 0    | 0    | 34        | 2         |
| Viktoria Žižkov (mượn) | 2011–12                   | Czech First League        | 11       | 0        | 1            | 0            | —       | —       | 0    | 0    | 12        | 0         |
| Sparta Prague          | 2010–11                   | Czech First League        | 0        | 0        | 0            | 0            | 2       | 0       | 0    | 0    | 2         | 0         |
| Sparta Prague          | 2011–12                   | Czech First League        | 2        | 0        | 1            | 0            | 0       | 0       | 0    | 0    | 3         | 0         |
| Sparta Prague          | 2012–13                   | Czech First League        | 19       | 2        | 3            | 2            | 9       | 0       | 0    | 0    | 31        | 4         |
| Sparta Prague          | 2013–14                   | Czech First League        | 30       | 5        | 7            | 1            | 2       | 0       | 0    | 0    | 39        | 6         |
| Sparta Prague          | 2014–15                   | Czech First League        | 25       | 3        | 1            | 0            | 12      | 0       | 1    | 0    | 39        | 3         |
| Sparta Prague          | Tổng cộng Sparta Prague   | Tổng cộng Sparta Prague   | 76       | 10       | 12           | 3            | 25      | 0       | 1    | 0    | 114       | 13        |
| 1899 Hoffenheim        | 2015–16                   | Bundesliga                | 28       | 0        | 1            | 0            | —       | —       | —    | —    | 29        | 0         |
| 1899 Hoffenheim        | 2016–17                   | Bundesliga                | 23       | 0        | 1            | 0            | —       | —       | —    | —    | 24        | 0         |
| 1899 Hoffenheim        | 2017–18                   | Bundesliga                | 28       | 2        | 1            | 0            | 5       | 1       | —    | —    | 34        | 3         |
| 1899 Hoffenheim        | 2018–19                   | Bundesliga                | 29       | 3        | 1            | 1            | 6       | 1       | —    | —    | 36        | 5         |
| 1899 Hoffenheim        | 2019–20                   | Bundesliga                | 30       | 2        | 3            | 1            | —       | —       | —    | —    | 33        | 3         |
| 1899 Hoffenheim        | 2020–21                   | Bundesliga                | 9        | 0        | 1            | 0            | 2       | 0       | —    | —    | 12        | 0         |
| 1899 Hoffenheim        | Tổng cộng Hoffenheim      | Tổng cộng Hoffenheim      | 147      | 7        | 8            | 2            | 13      | 2       | —    | —    | 168       | 11        |
| Tổng cộng sự nghiệp    | Tổng cộng sự nghiệp       | Tổng cộng sự nghiệp       | 268      | 19       | 21           | 5            | 38      | 2       | 1    | 0    | 328       | 26        |

### Quốc tế
Tính đến ngày 27 tháng 6 năm 2021
| Đội tuyển quốc gia | Năm       | Trận | Bàn |
| ------------------ | --------- | ---- | --- |
| Cộng hòa Séc       | 2014      | 7    | 1   |
| Cộng hòa Séc       | 2015      | 7    | 1   |
| Cộng hòa Séc       | 2016      | 12   | 0   |
| Cộng hòa Séc       | 2017      | 4    | 0   |
| Cộng hòa Séc       | 2018      | 6    | 1   |
| Cộng hòa Séc       | 2019      | 6    | 0   |
| Cộng hòa Séc       | 2020      | 3    | 0   |
| Cộng hòa Séc       | 2021      | 3    | 0   |
| Tổng cộng          | Tổng cộng | 48   | 3   |

### Bàn thắng quốc tế
Bàn thắng và kết quả của Cộng hòa Séc được để trước.
| #  | Ngày                 | Địa điểm                                           | Đối thủ    | Bàn thắng | Kết quả | Giải đấu            |
| -- | -------------------- | -------------------------------------------------- | ---------- | --------- | ------- | ------------------- |
| 1. | 16 tháng 11 năm 2014 | Doosan Arena, Plzeň, Cộng hòa Séc                  | Iceland    | 1–1       | 2–1     | Vòng loại Euro 2016 |
| 2. | 13 tháng 10 năm 2015 | Johan Cruyff Arena, Amsterdam, Hà Lan              | Hà Lan     | 1–0       | 3–2     | Vòng loại Euro 2016 |
| 3. | 26 tháng 3 năm 2018  | Trung tâm Thể thao Quảng Tây, Nam Ninh, Trung Quốc | Trung Quốc | 4–1       | 4–1     | Cúp Trung Quốc 2018 |